# 基 (化学)
化学术语基团（group）是化合物分子中的某些原子所组成的原子集团，其以共价键与其他组分相结合；一般是指具有特殊性质、带电中性的原子团；作复合词时，常简称「基」，例如：苯基、羟基等等。
羟基（—OH）常见于属无机物的含氧酸结构中，也见于属有机物的醇类化合物；因此不论无机物或有机物都可具有基团，基团的定义较为广泛，包含了有机物结构中的官能团。